# Torische Linse

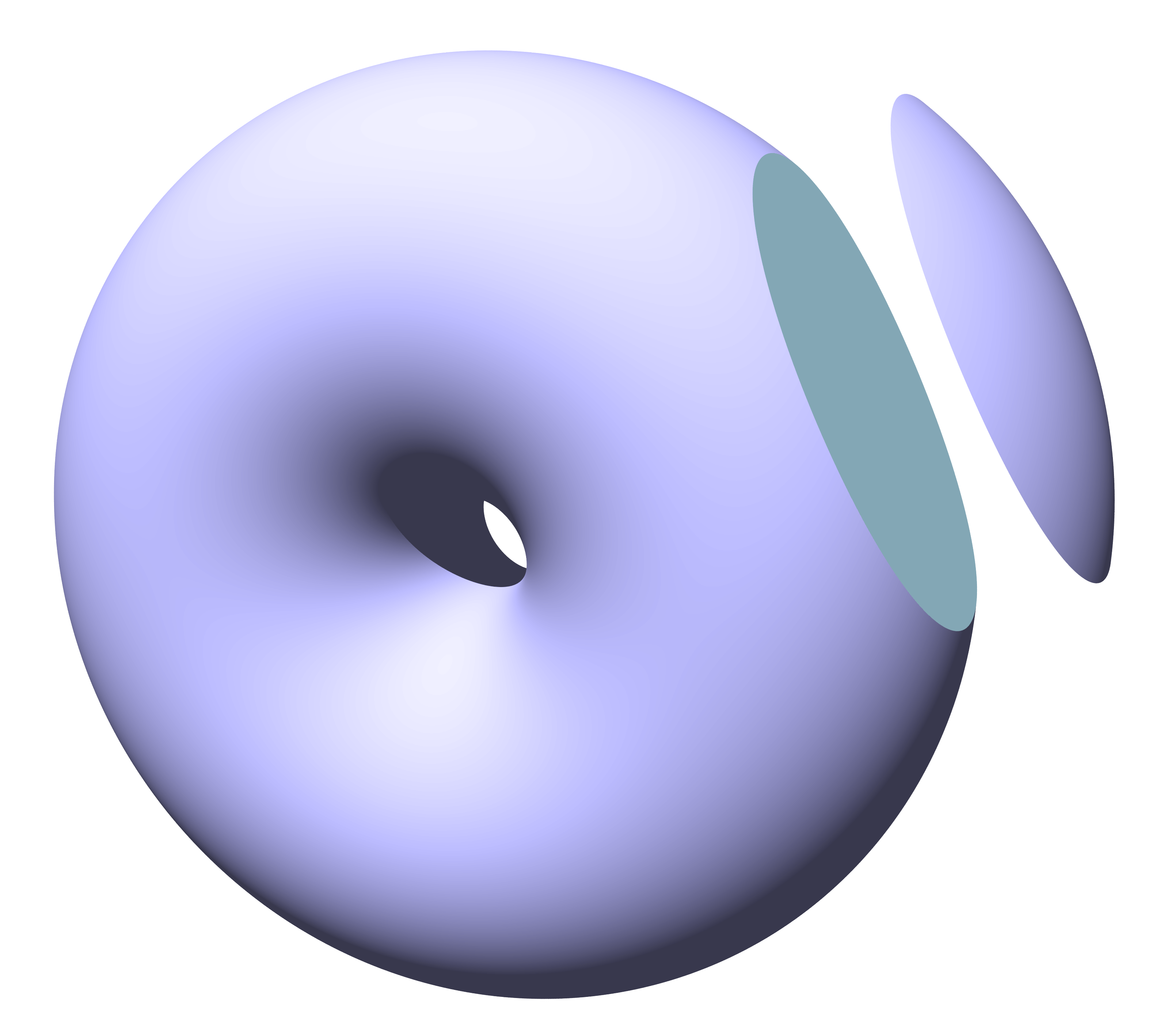
Abb. 1: Torische Linsenoberfläche als „Käppchen“ (rechts oben) von einem Torus (hier mit R = 1,2 r).

Eine torische Linse ist eine Linse, die in zwei senkrecht zueinander stehenden Richtungen zwei unterschiedliche Brechwerte hat. Mindestens eine der Linsenoberflächen hat dabei die Form eines „Käppchens“ von einem Torus (s. Abb. 1), die andere ist meist sphärisch. Torische Linsen werden für Brillen, als Kontaktlinsen und Intraokularlinsen zur Korrektur des Astigmatismus verwendet. Weiterhin kann man damit Laserstrahlen zu elliptischen Foki bündeln.

## Torus

Abb. 2: Ein Torus entsteht, wenn ein Kreis mit dem Radius um eine in derselben Ebene liegende Achse (hier die -Achse) rotiert, die sich im Abstand von der Kreismitte befindet.

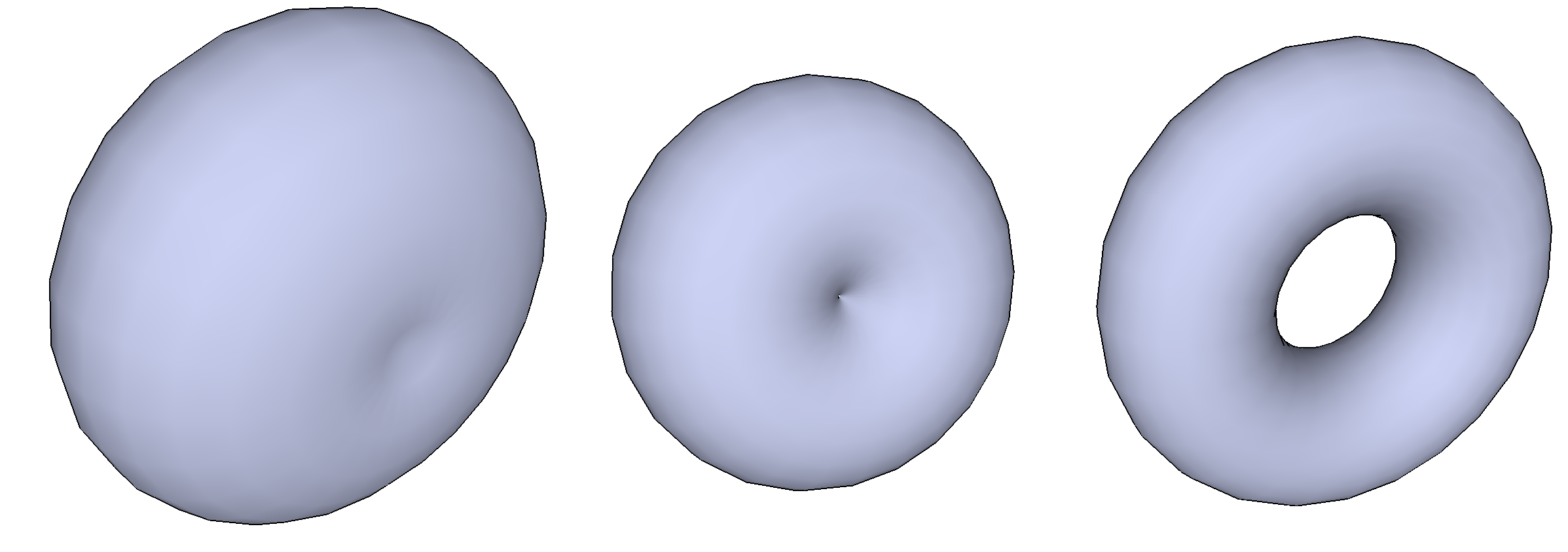
Abb. 3: V. l. n. r.: Spindeltorus, Horntorus und Ringtorus. Wenn der große Radius kleiner wird (hier von rechts nach links), „schließt“ sich der Torus; bei entartet er in eine Kugel.

Ein Torus entsteht, wenn ein Kreis mit Radius {\displaystyle r} um eine Achse rotiert ({\displaystyle z}-Achse in Abb. 2), die in derselben Ebene liegt wie der Kreis. Der Mittelpunkt dieses Kreises folgt dabei einer kreisförmigen Bahn mit Radius {\displaystyle R} um die Rotationsachse. Wenn {\displaystyle R>r}, erhält man einen Ringtorus. Wenn {\displaystyle R=r}, ist die Öffnung in den Mittelpunkt des Rotationskreises zusammengeschrumpft; man spricht hier von einem Horntorus. Wenn {\displaystyle R<r}, spricht man von einem Spindeltorus; hier bleiben von der Öffnung nur zwei Vertiefungen übrig, deren Tiefe verschwindet, wenn {\displaystyle R\to 0} geht. Wenn {\displaystyle R=0}, ist der Torus in eine Sphäre mit dem Radius {\displaystyle r} entartet. (Siehe Abb. 3.)

## Beschreibung
Der größte Krümmungsradius der torischen Linsenoberfläche ist {\displaystyle R+r} (siehe Abb. 2); der entsprechende kleinste Brechwert ist {\displaystyle S=(n-1)/(R+r)}, wenn {\displaystyle n} der Brechungsindex des Glases ist. Dem kleinsten Krümmungsradius, {\displaystyle r}, entspricht der größte Brechwert, {\displaystyle s=(n-1)/r}. Da {\displaystyle R+r>r} ist, ist {\displaystyle S<s}. Die Differenz, {\displaystyle s-S}, wird in der Augenheilkunde und Augenoptik die Zylinderkorrektur genannt. Das Glas verhält sich etwa wie eine Kombination einer sphärischen Linse mit dem Brechwert {\displaystyle s} und einer Zylinderlinse mit dem Brechwert {\displaystyle s-S}.
Die maximale und die minimale Krümmung sind beide kreisförmig – die Linsenoberfläche ist also keineswegs Teil eines Rotationsellipsoids wie manchmal behauptet wird.

### Wirkung
Lichtstrahlen, die in der ({\displaystyle x,y})-Ebene des Torus (siehe Abb. 2) einfallen, werden entsprechend dem größten Krümmungsradius, {\displaystyle R+r}, also dem kleinsten Brechwert {\displaystyle S=(n-1)/(R+r)}, gebrochen.
Lichtstrahlen in einer Ebene durch die {\displaystyle z}-Achse des Torus (siehe Abb. 2) werden entsprechend dem kleinsten Krümmungsradius, {\displaystyle r}, also dem größten Brechwert {\displaystyle s=(n-1)/r}, gebrochen.
Es gibt somit zwei verschiedene Brechwerte in senkrecht zueinander stehenden Richtungen. In den Zwischenrichtungen verläuft der Brechwert fließend vom kleinsten zum größten Wert oder umgekehrt. Dies kompensiert die astigmatischen Abweichungen des Auges.
Werden parallele Lichtstrahlen (Laser, Sonne) mit solchen Sammellinsen gebündelt, entstehen je nach Entfernung elliptische Foki.

## Atorische Linse
Computergesteuerte Entwurf-, Schleif- und Polierverfahren ermöglichen es heute, in einem größeren Blickfeld gute Korrekturen zu erreichen, indem man bestimmte Abweichungen von der Torusform einbringt. In diesem Fall spricht man von einer atorischen Linse.